# Shōta Aizawa
Shōta Aizawa (japanisch 相澤 祥太 Aizawa Shōta; * 19. April 1996 der Präfektur Tokio) ist ein japanischer Fußballspieler.

## Karriere
Shōta Aizawa erlernte das Fußballspielen in der Schulmannschaft der Ryutsu Keizai University Kashiwa High School sowie in der Universitätsmannschaft der Ryūtsū-Keizai-Universität. 2016 spielte er einmal für Ryutsu Keizai Dragons Ryugasaki in der vierten Liga, der Japan Football League. Im Februar 2016 ging er nach Australien. Hier spielte er für  South West Queensland Thunder. Der Verein aus Toowoomba im Bundesstaat Queensland spielte in der National Premier League Queensland. Im August 2019 kehrte er nach Japan zurück. Hier schloss er sich bis Jahresende dem Kamakura International FC an. Roasso Kumamoto, ein Drittligist aus der Präfektur Kumamoto, nahm ihn im Februar 2020 für ein Jahr unter Vertrag. Für Kumamoto absolvierte er 15 Drittligaspiele. Am 21. April 2021 nahm ihn der Nankatsu SC unter Vertrag.